# ليسكام
ليسكام (بالإنجليزية: Lyskamm)‏ هو أحد جبال سلسلة جبال الألب بينيني ويقع في كانتون فاليز في سويسرا. يحتل المرتبة رقم 3 في قائمة جبال سويسرا من حيث الارتفاع، إذ يبلغ ارتفاعه حوالي 4527 متر، بينما يبلغ ارتفاع نتوء الجبل 376 متر، هذا وقد سجل أول وصول لقمة الجبل عام 1861.